# NYC Ghosts & Flowers
NYC Ghosts & Flowers är ett musikalbum av Sonic Youth, utgivet den 16 maj 2000. Bandet blev bestulet på flera instrument i juli 1999 och oersättliga gitarrer och effektpedaler försvann vilket gjorde att detta är första skivan sedan 1985 års Bad Moon Rising man använde preparerade gitarrer. Detta märks främst på spåren "Small Flowers Crack Concrete" och "Lightnin'"

## Spårlista
Alla låtar är skrivna och komponerade av Sonic Youth. 
| Nr           | Titel                                                                     | Längd |
| ------------ | ------------------------------------------------------------------------- | ----- |
| 1.           | Free City Rhymes (text/sång Moore)                                        | 7:32  |
| 2.           | Renegade Princess (text Moore, sång Moore, Gordon och Ranaldo)            | 5:49  |
| 3.           | Nevermind (What Was It Anyway) (text/sång Gordon)                         | 5:37  |
| 4.           | Small Flowers Crack Concrete (text Moore, sång Moore, Gordon och Ranaldo) | 5:12  |
| 5.           | Side2Side (text/sång Gordon)                                              | 3:34  |
| 6.           | StreamXSonik Subway (text/sång Moore)                                     | 2:51  |
| 7.           | NYC Ghosts & Flowers (text/sång Ranaldo)                                  | 7:52  |
| 8.           | Lightnin' (text/sång Gordon)                                              | 3:51  |
| Total längd: | Total längd:                                                              | 42:18 |

## Albumplaceringar
| År   | Album                | Lista                            | Position |
| ---- | -------------------- | -------------------------------- | -------- |
| 2000 | NYC Ghosts & Flowers | Officiella franska albumlistan   | #37      |
| 2000 | NYC Ghosts & Flowers | Officiella norska albumlistan    | #37      |
| 2000 | NYC Ghosts & Flowers | Officiella brittiska albumlistan | #113     |
| 2000 | NYC Ghosts & Flowers | Billboard Top 200                | #172     |